# Hernández (Entre Ríos)
Hernández é um município da província de Entre Ríos, na Argentina.